# DC Comics
DC Comics är ett av de mest framgångsrika serieförlagen i USA och kända för sin utgivning av superhjälteserier med Stålmannen, Batman, Flash, Wonder Woman med flera. Under flera årtionden har DC Comics varit ett av de två största amerikanska serieförlagen (det andra är Marvel Comics), i dag ingår DC Comics i koncernen Warner Media. Initialerna "DC" står för Detective Comics som är en av förlagets titlar.

## Historia
Historien bakom bildandet av förlaget tar sin början i de tre bolagen National Allied Publications (grundat 1934 av Malcolm Wheeler-Nicholson), Detective Comics (grundat 1937) och All-American Publications. De två första slogs ihop 1940 till National Comics (senare National Periodical Publications). All-American Publications blev uppköpt 1945 och vid detta laget var "DC" endast en informell logotyp som användes på tidningarnas omslag. Det var först under 1970-talet som DC Comics blev företagets officiella namn.

### "The Golden Age"
National Allied Publications var det första förlaget som gav ut en periodisk serietidning med nygjort material. Tidigare hade endast repriser av dagspresserier givits ut. Den första tidningen med nytt material kom ut i februari 1935 och hette Fun: The Big Comic Magazine (efter första numret bytte tidningen namn till New Fun). Detective Comics blev också pionjärer då de 1938 gav ut tidningen Action Comics och blev först med den så kallade superhjältegenren. Under denna period, som serieentusiaster kallar "the golden age" (guldåldern), introducerade förlaget de välkända figurerna Stålmannen, Batman och Mirakelkvinnan, och en av de första superhjältegrupperna Rättvisans Väktare (Justice Society of America).
När superhjältegenren tappade mark under 1940-talet förändrades fokus mot science fiction, västern, humor och romantiska serier. DC höll sig i stort ifrån skräck- och kriminalserierna och lyckades därmed avvärja sig mot 1950-talets moralpanik mot den typen av serier. Endast ett fåtal av de mest populära superhjältetitlarna (däribland Action Comics, Detective Comics, All Star Comics, Sensation Comics och Adventure Comics) fortsatte att publiceras.

### "The Silver Age"
Under mitten av 1950-talet växte återigen intresset för superhjälteserier. Istället för att skapa nya figurer bestämde redaktören Julius Schwartz att återanvända flera av de gamla superhjältarna. Den första av dessa var Flash och detta blev starten på den tidsepok som kom att kallas "the silver age of comic books" (silveråldern). Flash identitet, kostym och bakgrund skrevs helt om för den moderna generationen serieläsare. Denna behandling blev populär och snart fick även Gröna Lyktan en liknande uppfräschning. En modern variant av superhjältegruppen Rättvisans Väktare introducerades under namnet Lagens Väktare (Justice League of America).
1967 blev Carmine Infantino företagets art director. Konkurrensen från Marvel Comics gjorde att försäljningen minskade och för att råda bot på situationen rekryterade Infantino stora förmågor som Steve Ditko och lovande stjärnskott som Neal Adams. Samtidigt introducerade han nya serietitlar och figurer. Under sent 1960-tal valde ledningen för DC att avskeda flera av sina äldre serieskapare då de krävde bättre pensioner och sjukförsäkringar. Istället anställdes yngre medarbetare som till stor del växt upp med influenser från Marvels serier. De strävade efter mer sofistikerade historier men de hade också mindre erfarenhet från serieindustrin vilket hämmade kvaliteten.
Det fanns dock ljuspunkter, till exempel Dennis O'Neil som arbetade med Gröna Lyktan och Batman. Dessutom hoppade Jack Kirby av från Marvel för att skapa sitt ambitiösa science fiction-projekt New Gods. Projektet lades dock ner i förtid då ledningen inte trodde fullt ut på Kirbys idéer. Konceptet och figurerna integrerades dock i DC's Multiverse.

### Sent 1970-tal och 1980-tal
DC köptes 1976 upp av Warner Communications (nu Warner Media). Under denna period försökte DC konkurrera med Marvel genom att kraftigt öka sin produktion. Nya serier och figurer som såg dagens ljus var Firestorm och Shade the Changing Man, och många icke-superhjälteserier. Försöket blev kortsiktigt fruktlöst och många titlar lades snabbt ner.

## Logotyper
DC:s första logotyp förekom första gången på titlar från mars 1940. Bokstäverna DC stod för Detective Comics vilket var det namn företaget använde vid den tiden. Logotypen var anspråkslös och hade ingen bakgrund. Den bestod bara av den enkla texten "A DC Publication". I november 1941 introducerades en uppdaterad DC-logotyp. Den var nästan dubbelt så stor som den första och hade en vit bakgrund. Namnet Superman hade lagts till den ursprungliga texten för att både erkänna Stålmannen som var företagets flaggskepp och Batman som var huvudfigur i serietidningen Detective Comics. Denna logotyp var också den första som var placerad längst upp på omslagets vänstra hörn, en placering som används än idag.
I november 1949 ändrades logotypen igen för att innefatta företagets dåvarande namn (National Comics Publications). Logotypen användes också som kropp åt Johnny DC, förlagets maskot under 1960-talet.
I oktober 1970 togs den runda logotypen tillfälligt bort till förmån för en enkel "DC"-logotyp i en rektangel tillsammans med namnet på seriens titel eller seriens huvudperson (till exempel stod det "DC Superman" på många nummer av Action Comics). En bild på huvudfiguren placerades i direkt anslutning ovanför eller nedanför texten. För tidningar som inte hade någon enskild huvudperson, som var fallet för till exempel Justice League of America och House of Mystery, var texten i logotypen utformad i en speciell stil som passade innehållet i tidningen. För House of Mystery var texten utformad som en fladdermus. Denna användning av seriefigurerna som logotyper påminner mycket om hur Marvel har använt seriefigurer som varumärken på sina omslag.

## Betydelsefulla serieskapare och förläggare
I ungefärlig kronologisk ordning
- Jerry Siegel och Joe Shuster (Superman)
- Bob Kane och Bill Finger (Batman)
- William Moulton Marston och H. G. Peter (Wonder Woman)
- Jack Kirby (New Gods, The Demon)
- Julius Schwartz (redaktör)
- Gardner Fox
- Jerry Robinson (Batman)
- Dick Sprang (Batman)
- Wayne Boring (Superman)
- Jim Mooney (Supergirl)
- Mort Weisinger (redaktör)
- Joe Kubert (Sgt. Rock)
- Carmine Infantino (The Flash)
- Gil Kane (Green Lantern, the Atom)
- John Broome (Green Lantern)
- Murphy Anderson (Superman)
- Curt Swan (Superman)
- Dick Dillin (Justice League)
- George Klein (Superman, Legion of Super-Heroes)
- Nick Cardy (Teen Titans)
- Steve Ditko (The Creeper, Blue Beetle)
- Neal Adams (Batman, Green Lantern/Green Arrow)
- Dennis O'Neil (Batman, Green Lantern/Green Arrow)
- Marshall Rogers (Batman)
- Dick Giordano  (Batman)
- Vince Colletta (konstnärlig ledare)
- Archie Goodwin
- Jim Shooter (Legion of Super-Heroes)
- Paul Levitz (Legion of Super-Heroes)
- Keith Giffen (Legion of Super-Heroes, Justice League International, 52)
- Marv Wolfman (The New Teen Titans)
- George Pérez (The New Teen Titans)
- Doug Moench
- Steve Englehart
- Roy Thomas (Justice Society)
- Alan Moore (Watchmen, Swamp Thing)
- Frank Miller (The Dark Knight Returns, Batman Year One)
- John Byrne (Superman, Wonder Woman)
- John Ostrander (Suicide Squad)
- Jerry Ordway (Superman, The Power of Shazam!)
- Dan Jurgens (Superman)
- Roger Stern (Superman)
- Mike W. Barr (Camelot 3000)
- Chuck Dixon
- Barbara Kesel
- Karl Kesel (Superman)
- Neil Gaiman (The Sandman)
- Grant Morrison (Animal Man, Doom Patrol, All Star Superman, Seven Soldiers, 52)
- Mark Waid (Kingdom Come, The Flash)
- Alex Ross (Kingdom Come, Justice)
- James Robinson (Starman)
- Devin Grayson
- Geoff Johns (Infinite Crisis, Teen Titans, JSA)
- Jeph Loeb (Batman)
- Greg Rucka (Wonder Woman, 52)
- Jim Lee (Superman, Batman)
- Gail Simone (Birds of Prey, Superman)
- Jamal Igle (Firestorm)
- Judd Winick (Outsiders)

## Dotterförlag
- All Star[förtydliga]
- America's Best Comics
- CMX
- DC Archive Editions
- Johnny DC
- Elseworlds
- Vertigo
- Wildstorm